# 巌流島

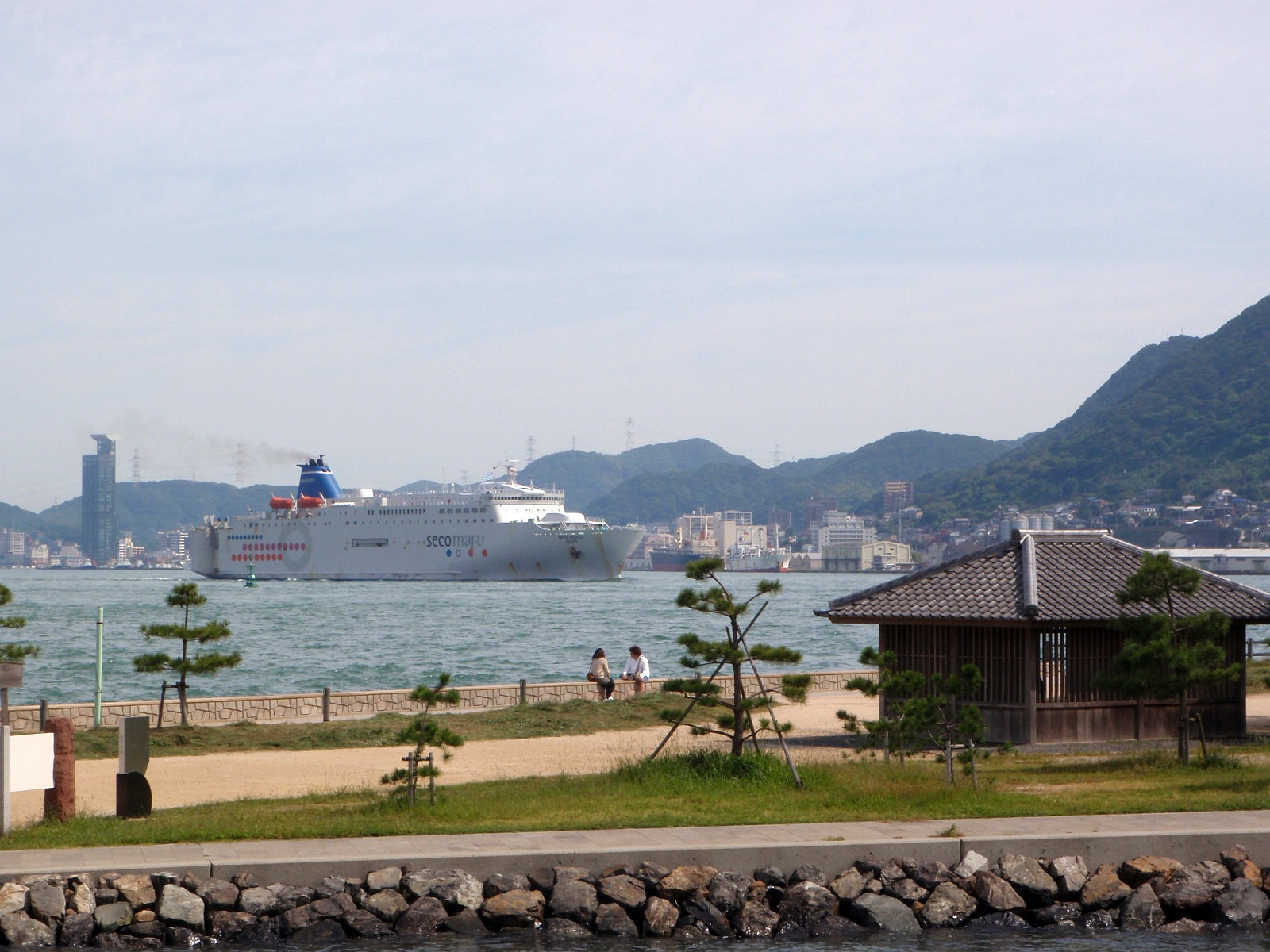
島からは、関門海峡を航行する船を間近に見ることができる

島に設けられている武蔵と小次郎の銅像

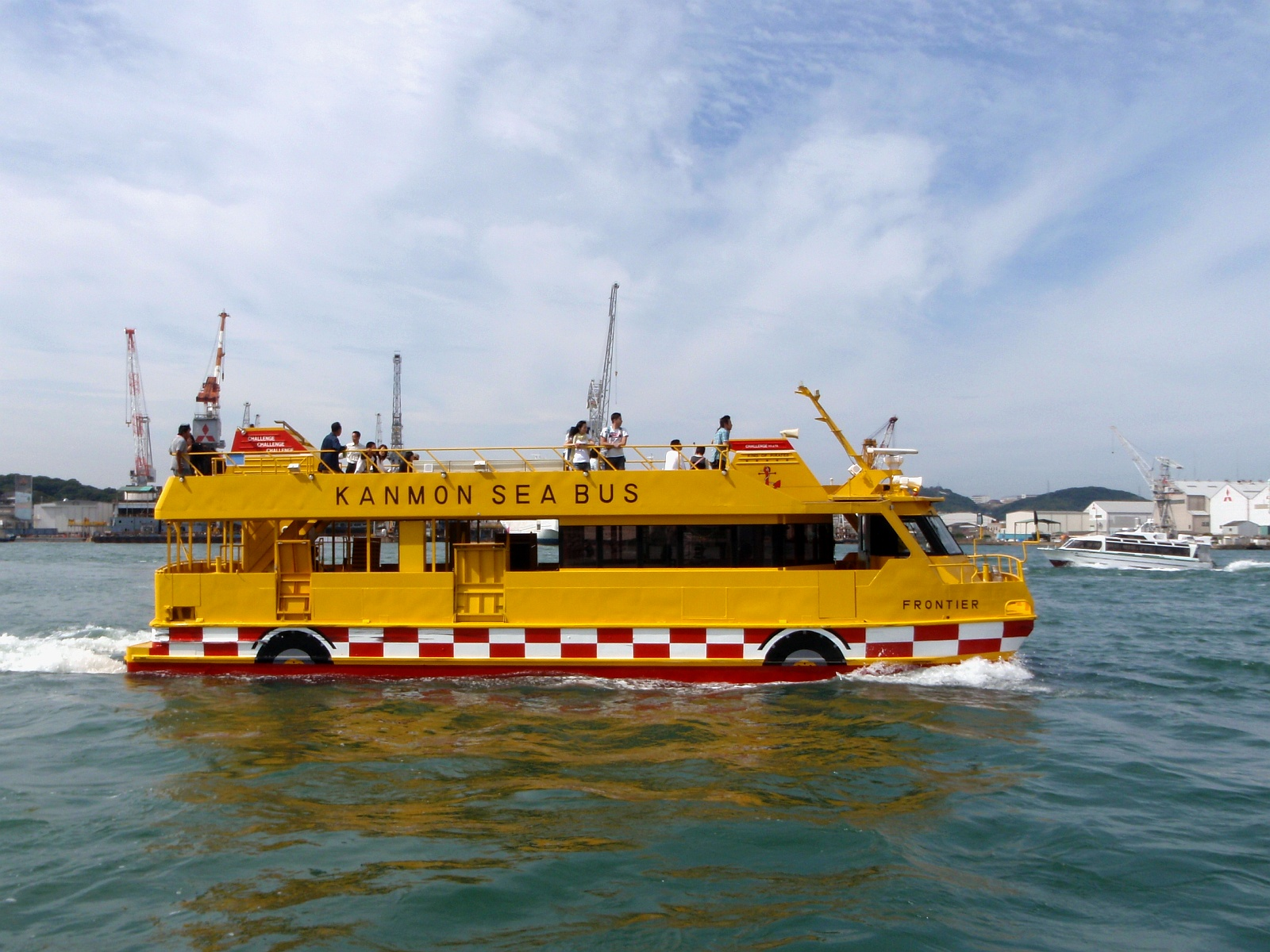
島へ行き来する船舶（船着場より撮影）
手前の黄色い船はチャレンジ日本海上防災が運航していた「フロンティア号」で、現在は同社自体が運航を終了し運航されていない。右奥に見える関門汽船は現在運航中。

巖流島（がんりゅうじま）は、山口県下関市・関門海峡に在る島（無人島）。正式名称は船島（ふなしま）。所在地は「山口県下関市大字彦島字船島648番地」。

## 概要
本州（下関市彦島）から約0.4 kmの関門海峡内に在る小島。島全体が平らな地形であり、標高は最高地点でも海抜10 mに満たない。島の東海岸に設けられた遊歩道などからは関門海峡を行きかう大型船を間近に見ることができる。また、島の相当部分は公園として整備され人工海浜や多目的広場が設けられている。
宮本武蔵と佐々木小次郎の決闘（巌流島の戦い）が行われたとされることで著名となっている。決闘が行われたとされる当時は豊前小倉藩領の船島であったが、小次郎が「巖流」（「岩流」とも）を名乗ったことから巖流島と呼ばれるようになった。
島内の展望広場には2002年（平成14年）12月11日に除幕された小次郎像と、2003年（平成15年）4月14日に除幕された武蔵像がある（後述）。

## 歴史
武蔵と小次郎が決闘を行った日時は、『二天記』（安永5年（1776年））によると慶長17年4月13日（グレゴリオ暦では1612年5月13日）に行なわれたといわれるが、それより半世紀前に書かれた立花峯均による『丹治峯均筆記』（享保12年（1727年））には武蔵19歳のときとあり、決闘時期には諸説あって実際は不明である。
かつてはすぐ隣に岩礁があり、難所として恐れられていた。豊臣秀吉も名護屋から大坂への帰路の途中でここで乗船が座礁転覆し毛利水軍によって助けられたといわれている。このとき船と運命を共にした船長の明石与次兵衛の名を取り、江戸時代には「与次兵衛ヶ瀬」と呼ばれていた。岩礁は大正年間、航行する船舶の増加と大型化の障害となるため爆破されたが、この部分もあわせて三菱重工業によって埋め立てられた。その結果、島の面積は武蔵と小次郎が決闘の時と比べて約6倍の10万3千平方メートルに広がった。明治中期にはコレラ患者の医療施設が立地していた。
第二次世界大戦の前から周辺が日本軍の下関要塞地帯となり、撮影はもちろん、小型カメラすら向けることは禁止された。この軍による規制は非常に厳しく、1935年（昭和10年）の吉川英治の連載小説『宮本武蔵』では、石井鶴三の描いた巖流島の挿絵に「下関要塞司令部許可済」との文言が添えられていたほどである。よってこの時期の島の風景写真は残っていない。武蔵の映画が多数製作されても、ロケはもちろん許可されなかった。
第二次世界大戦末期、アメリカ軍が関門海峡で大量の機雷を投下した影響は、戦後も残った。1945年（昭和20年）9月27日には、巌流島灯台の先で輸送船「興東丸（3364トン）」が触雷により沈没している。それでもなお、戦後の島には移住者があり一時は30世帯に達したが、のち再び減少し1973年（昭和48年）には無人島に戻った。島にはタヌキが生息しており、彦島から渡ってきたのではないかといわれている。

## 観光
前項の経緯もあり、土地の大半を三菱重工業が所有していたが、島内の相当部分について下関市に譲渡され、2003年に公園として整備された（ただし三菱重工業の所有地は島内に残っており私有地である）。これは同年放送されたNHKの大河ドラマ『武蔵 MUSASHI』の放映にあわせたもの。島北端の船着場から北東一帯が公園として整備され、人工海浜、多目的広場、展望広場などが設けられている。公園から島の南東・南端にかけて遊歩道が整備されており、南端の遊歩道の終端部には休憩所が設けられている。
展望広場には宮本武蔵と佐々木小次郎の銅像が建立されている。小次郎の像は小次郎ゆかりの地である岩国市出身の彫刻家・村重勝久の作で2002年12月に建立、武蔵の像は公募により廣瀬直樹のデザインを採用した。また、武蔵像は決闘の伝説になぞらえたかのように、小次郎の像から遅れて2003年4月に建立されている。
他に巌流島文学碑、佐々木巌流の碑（1910年10月31日設置）、巌流島釣りデッキ（2003年10月完成）、散策道などがある。
5月のゴールデンウィークに開催される「しものせき海峡まつり」では、巖流島フェスティバルのイベントとして、コンサートや宮本武蔵と佐々木小次郎の決闘の再現などが行われる。 
島内は禁煙であるほか、遊泳は禁止である。また、公園・遊歩道部分以外のフェンスで仕切られた区域は三菱重工業所有地であり立入禁止となっている。島にトイレはあるが売店や自動販売機などはなく、ゴミを回収する施設は設けられていない。

## 舟島神社
島内には舟島神社（船島神社）がある。神社の創建年は不明だが、NHK大河ドラマ『武蔵』の放映の際の整備で地鎮大神と龍神大神の神石2柱が発見され、2002年に地元住民らにより社が建立された。しかし、シロアリ被害を受け、2019年（令和元年）9月の台風17号で屋根や壁が崩落。2022年4月から修復工事が行われ、建屋は造らず、神石2柱の下に新たに御影石を置いて台座を高くし、周りを囲む石組みも手直しするなどの整備が行われた。

## 交通
島の北端に船着場が設けられており、下関港（唐戸桟橋）および北九州港（門司港）から、関門汽船により船便が運航されているほか、彦島江の浦桟橋からのチャーター船なども運航されている。

## 舞台になった主な作品
映画
- 宮本武蔵 完結編 決闘巖流島（1956年、東宝、稲垣浩監督）※巖流島のロケは南伊豆の今井浜で行われた
- 宮本武蔵 巌流島の決斗（1965年、出演：中村錦之助・入江若葉・木村功ほか、内田吐夢監督）
- 宮本武蔵（1973年、出演：高橋英樹・田宮二郎・松坂慶子ほか、加藤泰監督）
- 巌流島-GANRYUJIMA-（2003年、出演：本木雅弘・西村雅彦・田村淳ほか、千葉誠治監督）
- 宮本武蔵 -双剣に馳せる夢-（2009年、声の出演：国本武春・菅生隆之ほか、西久保瑞穂監督）※Production I.G制作アニメ映画

ドラマ
- 武蔵 MUSASHI（2003年、出演：市川新之助・堤真一・米倉涼子・松岡昌宏ほか、NHK）
- アストロ球団（2005年、テレビ朝日） - この作品では巌流島に野球場があり、試合を行った。

漫画
- 江戸前鮨職人きららの仕事（2002年　原作：早川光作画：橋本孤蔵） - スシバトル21決勝戦を巌流島・多目的広場に半ドームの特別会場を設置して行った。